# Gunnar Nordahl
Nils Gunnar Nordahl (Hörnefors, 19 ottobre 1921 – Alghero, 15 settembre 1995) è stato un calciatore e allenatore di calcio svedese, di ruolo attaccante.
Considerato uno dei più forti centravanti nella storia del calcio, occupa la 46ª posizione nella speciale classifica dei migliori calciatori del XX secolo pubblicata dall'IFFHS. Risulta inoltre, con 225 reti, il miglior marcatore straniero e il terzo in assoluto della Serie A, dietro a Silvio Piola e Francesco Totti nonché, con 221 gol, il miglior marcatore nella storia del Milan.
Ha detenuto per 66 anni il record di gol (35) in una singola stagione di Serie A a girone unico (superato dai 36 gol di Gonzalo Higuaín nell'edizione 2015-2016 e di Ciro Immobile nell'edizione 2019-2020). Detiene inoltre il primato di volte (5) in cui è diventato capocannoniere della massima serie italiana, tre delle quali consecutive (quest'ultimo record è stato successivamente eguagliato da Michel Platini).

## Biografia
Nordahl nacque a Hörnefors, un piccolo paese situato nel nord della Svezia, affacciato sul golfo di Botnia. Il padre, di origini valloni, lavorava in una fabbrica di prodotti chimici, mentre la madre cercava di sopperire al fabbisogno economico familiare esercitando saltuariamente la professione di sarta.
Il centravanti svedese aveva quattro fratelli che giocarono a calcio a livello professionistico: Knut (che disputò anche due stagioni con la Roma), Bertil (anche lui venne in Italia, tesserato per tre stagioni dall'Atalanta) e i gemelli Gösta e Göran. Anche il figlio Thomas è stato calciatore, vestendo pure la maglia della nazionale svedese.
In un calcio non ancora completamente virato verso il professionismo, durante la sua militanza al Degerfors Nordahl lavorò come tornitore in un'officina meccanica.
Terminata la carriera da allenatore, Nordahl lavorò come agente di viaggio per la sua ex squadra dell'IFK Norrköping, dedicandosi ad organizzare le trasferte all'estero dei tifosi del club scandinavo.
Gunnar morì a quasi 74 anni nel settembre 1995, mentre stava trascorrendo le ferie ad Alghero, colpito da infarto durante una nuotata nella piscina del suo hotel; prontamente soccorso, non vi fu nulla da fare.

## Caratteristiche tecniche
Fu un centravanti di sfondamento dotato di ottimo fiuto del gol oltreché di un tiro potente e preciso. Furono celebri le sue incursioni in area, in cui faceva valere la sua prestanza fisica per rovesciare le difese avversarie e concludere in porta. Così ne scrisse Bruno Roghi:
(Il Calcio Illustrato, 9 febbraio 1956)

## Carriera

### Club

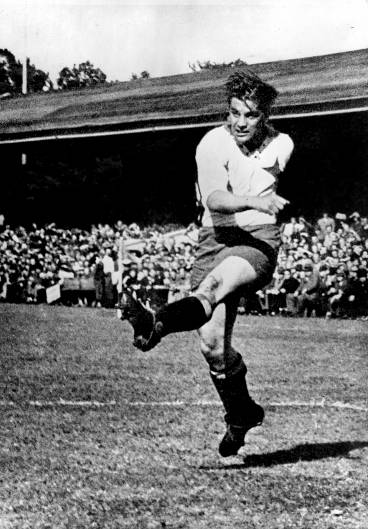
Nordahl in azione all'IFK Norrköping nel 1948

Debuttò in Svezia non ancora sedicenne con l'Hörnefors IF, squadra della sua città, nella terza serie nazionale e con il Degerfors nella massima serie nazionale; poi passò all'IFK Norrköping, con cui vinse 4 titoli di Svezia. Durante le sue stagioni trascorse nei campionati svedesi segnò complessivamente 149 reti in 172 partite.
Nordahl, soprannominato Il Pompiere per il lavoro che faceva in patria, passò al Milan nel gennaio del 1949. Nonostante fosse stato opzionato dalla Juventus, Gianni Agnelli acconsentì alla cessione del calciatore al Diavolo, cui i bianconeri avevano appena soffiato il danese Pløger, come gesto di distensione fra i due club.
A pochi giorni dall'arrivo, esordì segnando nel 3-2 alla Pro Patria. Con i compagni e connazionali Gunnar Gren e Nils Liedholm, quest'ultimo giunto a Milano anche grazie all'opera di convincimento dell'attaccante, formò a Milano il prolifico trio svedese soprannominato Gre-No-Li.
Capitano ad interim dei rossoneri nella stagione 1954-1955, in luogo dell'infortunato Omero Tognon, vinse due Scudetti e due Coppe Latine (marcando una tripletta nella finale del 1951 vinta 5-0 contro i francesi del Lilla), segnò in totale 225 gol in Serie A e conquistò 5 titoli di capocannoniere, tuttora un record. Ha inoltre detenuto fino al 2016 il record di segnature in una singola stagione di Serie A con 35 reti, record in seguito battuto da Gonzalo Higuaín nella stagione 2015-2016.
Giocò due stagioni anche nella Roma, realizzando 15 gol e diventandone per un breve periodo anche l'allenatore.

### Nazionale

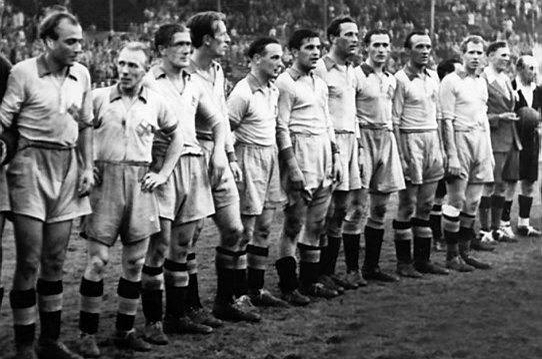
Nordahl (quinto da destra) nella Svezia campione olimpica a

Con la nazionale svedese segnò 43 gol in sole 33 presenze, tenendo quindi una media-gol di oltre un gol a partita, ed è il terzo miglior marcatore della storia alle spalle di Zlatan Ibrahimović e Sven Rydell.
Vinse l'oro olimpico da protagonista al torneo di Londra 1948, di cui fu il capocannoniere della manifestazione – assieme a John Hansen – con 7 centri.
Nordahl, così come altre stelle della nazionale scandinava quali Liedholm, Gren, Rosén e Skoglund, fu penalizzato nella sua carriera in gialloblù dalla scelta della SvFF di convocare soltanto i calciatori dilettanti tra il 1950 e il 1956, quando il bomber era nel pieno della forma.

## Statistiche
In carriera, tra club e nazionale, Nordahl ha segnato almeno 507 reti in 572 incontri ufficiali, con una media di 0,89 gol a partita. Tuttavia le presenze ed eventuali marcature in Coppa di Svezia non sono note, pertanto il totale di entrambe potrebbe essere maggiore.

### Presenze e reti nei club
| Stagione              | Squadra               | Campionato            | Campionato | Campionato | Coppe nazionali | Coppe nazionali | Coppe nazionali | Coppe continentali | Coppe continentali | Coppe continentali | Altre coppe | Altre coppe | Altre coppe | Totale | Totale |
| Stagione              | Squadra               | Comp                  | Pres       | Reti       | Comp            | Pres            | Reti            | Comp               | Pres               | Reti               | Comp        | Pres        | Reti        | Pres   | Reti   |
| --------------------- | --------------------- | --------------------- | ---------- | ---------- | --------------- | --------------- | --------------- | ------------------ | ------------------ | ------------------ | ----------- | ----------- | ----------- | ------ | ------ |
| 1937-1938             | Hörnefors IF          | D3                    | 14         | 20         | -               | -               | -               | -                  | -                  | -                  | -           | -           | -           | 14     | 20     |
| 1938-1939             | Hörnefors IF          | D3                    | 14         | 25         | -               | -               | -               | -                  | -                  | -                  | -           | -           | -           | 14     | 25     |
| 1939-1940             | Hörnefors IF          | D3                    | 13         | 23         | -               | -               | -               | -                  | -                  | -                  | -           | -           | -           | 13     | 23     |
| Totale Hörnefors IF   | Totale Hörnefors IF   | Totale Hörnefors IF   | 41         | 68         |                 | -               | -               |                    | -                  | -                  |             | -           | -           | 41     | 68     |
| 1940-1941             | Degerfors             | AL                    | 17         | 15         | -               | -               | -               | -                  | -                  | -                  | -           | -           | -           | 17     | 15     |
| 1941-1942             | Degerfors             | AL                    | 21         | 13         | SC              | ?               | ?               | -                  | -                  | -                  | -           | -           | -           | 21+    | 13+    |
| 1942-1943             | Degerfors             | AL                    | 20         | 14         | SC              | ?               | ?               | -                  | -                  | -                  | -           | -           | -           | 20+    | 14+    |
| 1943-1944             | Degerfors             | AL                    | 19         | 14         | SC              | ?               | ?               | -                  | -                  | -                  | -           | -           | -           | 19+    | 14+    |
| Totale Degerfors      | Totale Degerfors      | Totale Degerfors      | 77         | 56         |                 | ?               | ?               |                    | -                  | -                  |             | -           | -           | 77+    | 56+    |
| 1944-1945             | IFK Norrköping        | AL                    | 22         | 27         | SC              | ?               | ?               | -                  | -                  | -                  | -           | -           | -           | 22+    | 27+    |
| 1945-1946             | IFK Norrköping        | AL                    | 21         | 25         | SC              | ?               | ?               | -                  | -                  | -                  | -           | -           | -           | 21+    | 25+    |
| 1946-1947             | IFK Norrköping        | AL                    | 20         | 17         | SC              | ?               | ?               | -                  | -                  | -                  | -           | -           | -           | 20+    | 17+    |
| 1947-1948             | IFK Norrköping        | AL                    | 22         | 18         | SC              | ?               | ?               | -                  | -                  | -                  | -           | -           | -           | 22+    | 18+    |
| 1948-gen. 1949        | IFK Norrköping        | AL                    | 10         | 6          | SC              | ?               | ?               | -                  | -                  | -                  | -           | -           | -           | 10+    | 6+     |
| Totale IFK Norrköping | Totale IFK Norrköping | Totale IFK Norrköping | 95         | 93         |                 | ?               | ?               |                    | -                  | -                  |             | -           | -           | 95+    | 93+    |
| gen.-giu. 1949        | Milan                 | A                     | 15         | 16         | -               | -               | -               | -                  | -                  | -                  | -           | -           | -           | 15     | 16     |
| 1949-1950             | Milan                 | A                     | 37         | 35         | -               | -               | -               | -                  | -                  | -                  | -           | -           | -           | 37     | 35     |
| 1950-1951             | Milan                 | A                     | 37         | 34         | -               | -               | -               | CL                 | 2                  | 4                  | -           | -           | -           | 39     | 38     |
| 1951-1952             | Milan                 | A                     | 38         | 26         | -               | -               | -               | -                  | -                  | -                  | -           | -           | -           | 38     | 26     |
| 1952-1953             | Milan                 | A                     | 32         | 26         | -               | -               | -               | CL                 | 2                  | 2                  | -           | -           | -           | 34     | 28     |
| 1953-1954             | Milan                 | A                     | 33         | 23         | -               | -               | -               | -                  | -                  | -                  | -           | -           | -           | 33     | 23     |
| 1954-1955             | Milan                 | A                     | 33         | 27         | -               | -               | -               | CL                 | 2                  | 1                  | -           | -           | -           | 35     | 28     |
| 1955-1956             | Milan                 | A                     | 32         | 23         | -               | -               | -               | CC+CL              | 5+0                | 4+0                | -           | -           | -           | 37     | 27     |
| Totale Milan          | Totale Milan          | Totale Milan          | 257        | 210        |                 | -               | -               |                    | 11                 | 11                 |             | -           | -           | 268    | 221    |
| 1956-1957             | Roma                  | A                     | 30         | 13         | -               | -               | -               | -                  | -                  | -                  | -           | -           | -           | 30     | 13     |
| 1957-1958             | Roma                  | A                     | 4          | 2          | CI              | 0               | 0               | -                  | -                  | -                  | -           | -           | -           | 4      | 2      |
| Totale Roma           | Totale Roma           | Totale Roma           | 34         | 15         |                 | 0               | 0               |                    | -                  | -                  |             | -           | -           | 34     | 15     |
| 1959                  | Karlstad BK           | D2                    | ?          | ?          | -               | -               | -               | -                  | -                  | -                  | -           | -           | -           | ?      | ?      |
| 1960                  | Karlstad BK           | D2                    | ?          | ?          | -               | -               | -               | -                  | -                  | -                  | -           | -           | -           | ?      | ?      |
| Totale Karlstad BK    | Totale Karlstad BK    | Totale Karlstad BK    | 24         | 11         |                 | -               | -               |                    | -                  | -                  |             | -           | -           | 24     | 11     |
| Totale carriera       | Totale carriera       | Totale carriera       | 528        | 453        |                 | ?               | ?               |                    | 11                 | 11                 |             | -           | -           | 539+   | 464+   |

### Cronologia presenze e reti in nazionale
| Cronologia completa delle presenze e delle reti in nazionale ― Svezia | Cronologia completa delle presenze e delle reti in nazionale ― Svezia | Cronologia completa delle presenze e delle reti in nazionale ― Svezia | Cronologia completa delle presenze e delle reti in nazionale ― Svezia | Cronologia completa delle presenze e delle reti in nazionale ― Svezia | Cronologia completa delle presenze e delle reti in nazionale ― Svezia | Cronologia completa delle presenze e delle reti in nazionale ― Svezia | Cronologia completa delle presenze e delle reti in nazionale ― Svezia |
| Data                                                                  | Città                                                                 | In casa                                                               | Risultato                                                             | Ospiti                                                                | Competizione                                                          | Reti                                                                  | Note                                                                  |
| --------------------------------------------------------------------- | --------------------------------------------------------------------- | --------------------------------------------------------------------- | --------------------------------------------------------------------- | --------------------------------------------------------------------- | --------------------------------------------------------------------- | --------------------------------------------------------------------- | --------------------------------------------------------------------- |
| 28-6-1942                                                             | Copenaghen                                                            | Danimarca                                                             | 0 – 3                                                                 | Svezia                                                                | Amichevole                                                            | 1                                                                     |                                                                       |
| 20-9-1942                                                             | Berlino                                                               | Germania                                                              | 2 – 3                                                                 | Svezia                                                                | Amichevole                                                            | -                                                                     |                                                                       |
| 4-10-1942                                                             | Solna                                                                 | Svezia                                                                | 2 – 1                                                                 | Danimarca                                                             | Amichevole                                                            | 1                                                                     |                                                                       |
| 15-11-1942                                                            | Zurigo                                                                | Svizzera                                                              | 3 – 1                                                                 | Svezia                                                                | Amichevole                                                            | -                                                                     |                                                                       |
| 14-6-1943                                                             | Solna                                                                 | Svezia                                                                | 1 – 0                                                                 | Svizzera                                                              | Amichevole                                                            | -                                                                     |                                                                       |
| 20-6-1943                                                             | Copenaghen                                                            | Danimarca                                                             | 3 – 2                                                                 | Svezia                                                                | Amichevole                                                            | 1                                                                     |                                                                       |
| 12-9-1943                                                             | Solna                                                                 | Svezia                                                                | 2 – 3                                                                 | Ungheria                                                              | Amichevole                                                            | 2                                                                     |                                                                       |
| 3-10-1943                                                             | Helsinki                                                              | Finlandia                                                             | 1 – 1                                                                 | Svezia                                                                | Amichevole                                                            | -                                                                     |                                                                       |
| 7-11-1943                                                             | Budapest                                                              | Ungheria                                                              | 2 – 7                                                                 | Svezia                                                                | Amichevole                                                            | 2                                                                     |                                                                       |
| 24-6-1945                                                             | Solna                                                                 | Svezia                                                                | 2 – 1                                                                 | Danimarca                                                             | Amichevole                                                            | 1                                                                     |                                                                       |
| 1-7-1945                                                              | Copenaghen                                                            | Danimarca                                                             | 3 – 4                                                                 | Svezia                                                                | Amichevole                                                            | 1                                                                     |                                                                       |
| 30-9-1945                                                             | Solna                                                                 | Svezia                                                                | 4 – 1                                                                 | Danimarca                                                             | Amichevole                                                            | 1                                                                     |                                                                       |
| 21-10-1945                                                            | Solna                                                                 | Svezia                                                                | 10 – 0                                                                | Norvegia                                                              | Amichevole                                                            | 4                                                                     |                                                                       |
| 25-11-1945                                                            | Ginevra                                                               | Svizzera                                                              | 3 – 0                                                                 | Svezia                                                                | Amichevole                                                            | -                                                                     |                                                                       |
| 23-6-1946                                                             | Copenaghen                                                            | Danimarca                                                             | 3 – 1                                                                 | Svezia                                                                | Amichevole                                                            | -                                                                     |                                                                       |
| 7-7-1946                                                              | Solna                                                                 | Svezia                                                                | 7 – 2                                                                 | Svizzera                                                              | Amichevole                                                            | 1                                                                     |                                                                       |
| 6-10-1946                                                             | Göteborg                                                              | Svezia                                                                | 3 – 3                                                                 | Danimarca                                                             | Amichevole                                                            | 1                                                                     |                                                                       |
| 15-6-1947                                                             | Copenaghen                                                            | Danimarca                                                             | 1 – 4                                                                 | Svezia                                                                | Amichevole                                                            | 2                                                                     |                                                                       |
| 26-6-1947                                                             | Solna                                                                 | Svezia                                                                | 6 – 1                                                                 | Danimarca                                                             | Amichevole                                                            | 1                                                                     |                                                                       |
| 28-6-1947                                                             | Helsingborg                                                           | Svezia                                                                | 5 – 1                                                                 | Norvegia                                                              | Amichevole                                                            | 4                                                                     |                                                                       |
| 24-8-1947                                                             | Borås                                                                 | Svezia                                                                | 7 – 0                                                                 | Finlandia                                                             | Amichevole                                                            | 3                                                                     |                                                                       |
| 14-9-1947                                                             | Solna                                                                 | Svezia                                                                | 5 – 4                                                                 | Polonia                                                               | Amichevole                                                            | 2                                                                     |                                                                       |
| 5-10-1947                                                             | Solna                                                                 | Svezia                                                                | 4 – 1                                                                 | Norvegia                                                              | Amichevole                                                            | 2                                                                     |                                                                       |
| 19-11-1947                                                            | Londra                                                                | Inghilterra                                                           | 4 – 2                                                                 | Svezia                                                                | Amichevole                                                            | 1                                                                     |                                                                       |
| 9-6-1948                                                              | Amsterdam                                                             | Paesi Bassi                                                           | 1 – 0                                                                 | Svezia                                                                | Amichevole                                                            | -                                                                     |                                                                       |
| 11-7-1948                                                             | Solna                                                                 | Svezia                                                                | 3 – 2                                                                 | Austria                                                               | Amichevole                                                            | -                                                                     |                                                                       |
| 2-8-1948                                                              | Londra                                                                | Svezia                                                                | 3 – 0                                                                 | Austria                                                               | Olimpiadi 1948 - Ottavi di finale                                     | 2                                                                     |                                                                       |
| 5-8-1948                                                              | Londra                                                                | Svezia                                                                | 12 – 0                                                                | Corea del Sud                                                         | Olimpiadi 1948 - Quarti di finale                                     | 4                                                                     |                                                                       |
| 10-8-1948                                                             | Londra                                                                | Danimarca                                                             | 2 – 4                                                                 | Svezia                                                                | Olimpiadi 1948 - Semifinale                                           | -                                                                     |                                                                       |
| 13-10-1948                                                            | Londra                                                                | Jugoslavia                                                            | 1 – 3                                                                 | Svezia                                                                | Olimpiadi 1948 - Finale                                               | 1                                                                     | 1º titolo olimpico                                                    |
| 19-9-1948                                                             | Oslo                                                                  | Norvegia                                                              | 3 – 5                                                                 | Svezia                                                                | Amichevole                                                            | 5                                                                     |                                                                       |
| 10-10-1948                                                            | Solna                                                                 | Svezia                                                                | 1 – 0                                                                 | Danimarca                                                             | Amichevole                                                            | -                                                                     |                                                                       |
| 14-11-1948                                                            | Vienna                                                                | Austria                                                               | 2 – 1                                                                 | Svezia                                                                | Amichevole                                                            | -                                                                     |                                                                       |
| Totale                                                                |                                                                       | Presenze (94º posto)                                                  | 33                                                                    |                                                                       | Reti (3º posto)                                                       | 43                                                                    |                                                                       |

| Cronologia completa delle presenze e delle reti in nazionale ― Europa | Cronologia completa delle presenze e delle reti in nazionale ― Europa | Cronologia completa delle presenze e delle reti in nazionale ― Europa | Cronologia completa delle presenze e delle reti in nazionale ― Europa | Cronologia completa delle presenze e delle reti in nazionale ― Europa | Cronologia completa delle presenze e delle reti in nazionale ― Europa | Cronologia completa delle presenze e delle reti in nazionale ― Europa | Cronologia completa delle presenze e delle reti in nazionale ― Europa |
| Data                                                                  | Città                                                                 | In casa                                                               | Risultato                                                             | Ospiti                                                                | Competizione                                                          | Reti                                                                  | Note                                                                  |
| --------------------------------------------------------------------- | --------------------------------------------------------------------- | --------------------------------------------------------------------- | --------------------------------------------------------------------- | --------------------------------------------------------------------- | --------------------------------------------------------------------- | --------------------------------------------------------------------- | --------------------------------------------------------------------- |
| 10-5-1947                                                             | Glasgow                                                               | Regno Unito                                                           | 6 – 1                                                                 | Europa                                                                | Amichevole                                                            | 1                                                                     | [ 19 ]                                                                |
| 21-10-1953                                                            | Londra                                                                | Inghilterra                                                           | 4 – 4                                                                 | Europa                                                                | Amichevole                                                            | -                                                                     | [ 20 ]                                                                |
| Totale                                                                |                                                                       | Presenze                                                              | 2                                                                     |                                                                       | Reti                                                                  | 1                                                                     |                                                                       |

### Record
- Miglior marcatore della storia del Milan, con 221 gol
- Maggior numero di titoli di capocannoniere della Serie A: 5, nel 1949-50, 1950-51, 1952-53, 1953-54 e 1954-55
- Maggior numero di titoli di capocannoniere della Serie A consecutivi: 3, nel 1952-53, 1953-54 e 1954-55 (record condiviso con Michel Platini)
- Maggior numero di doppiette realizzate in Serie A: 49 (record condiviso con Silvio Piola)[21]
- Maggior numero di triplette realizzate in Serie A: 17 (tutte con il Milan)
- Miglior marcatore straniero nella storia della Serie A: 225 gol
- Miglior marcatore stagionale nella storia del Milan: 38 reti (nella stagione 1950-51)[22]

## Palmarès

Da sinistra: Gunnar Gren, Nordahl e Nils Liedholm, il trio Gre-No-Li che nella stagione 1950-1951 riportò il Milan allo Scudetto dopo 44 anni

### Giocatore

#### Club

##### Competizioni nazionali
- Campionato svedese: 4

IFK Norrköping: 1944-45, 1945-46, 1946-47, 1947-48
- Svenska Cupen: 1

IFK Norrköping: 1945
- Campionato italiano: 2

Milan: 1950-51, 1954-55

##### Competizioni internazionali
- Coppa Latina: 2

Milan: 1951, 1956

#### Nazionale
- Oro olimpico: 1

Londra 1948

#### Individuale
- Capocannoniere del campionato svedese: 4 (record)

1942-43 (16 gol), 1944-45 (27), 1945-46 (25), 1947-48 (18)
- Capocannoniere della Serie A: 5 (record)

1949-50 (35 gol), 1950-51 (34), 1952-53 (26), 1953-54 (23), 1954-55 (27)
- Capocannoniere del torneo olimpico di calcio: 1

Londra 1948 (7 gol)
- Calciatore svedese dell'anno: 1

1947